# Olaf I Głód
Olaf I Głód, duń. Oluf 1. Hunger, (zm. 18 sierpnia 1095) – król Danii w latach 1086–1095. Nieślubny syn króla Danii Swena Estrydsena. Jego przydomek związany jest z faktem, że na czas jego rządów przypada kilkuletni okres nieurodzaju, skutkujący głodem w Danii.
Poślubił norweską księżniczkę Ingegardę, córkę króla Norwegii Haralda III Surowego. Małżeństwo było bezpotomne, po śmierci Olafa wdowa po nim poślubiła króla Szwecji Filipa.